# Lucian Bratu
Lucian Bratu, cu numele la naștere: Lucian Fred Bergmann, (n. 14 iulie 1924, București, România – d. 9 mai 1998, București, România) a fost un regizor român de cinema, de etnie evreiască.
A absolvit Institutul de Arte Frumoase (1948) și Institutul Unional de Artă Cinematografică de la Moscova (1955). Profesor universitar. Îndrumător, alături de Andrei Blaier, al cinecluburilor. Autor al cărții "Drumul spre artă al cinematografului", Editura Meridiane, 1990.

## Filmografie

### Regizor
- Secretul cifrului (1959)
- Tudor (1963)
- Sărutul (1965)
- Un film cu o fată fermecătoare (1967)
- Drum în penumbră (1972)
- Orașul văzut de sus (1975)
- Mireasa din tren (1980)
- Angela merge mai departe (1982)
- Acordați circumstanțe atenuante? (1984)
- Orele unsprezece (1985)

### Producător
- Timpul liber (1993) - producător delegat

## Traduceri
Împreună cu regizoarea Catinca Ralea a tradus De veghe în lanul de secară de J. D. Salinger.

## Premii
- Premiul de Stat și Marele Premiu al Festivalului Național de Film de la Mamaia (1964)
- Marele Premiu al Festivalului de Film de la Costinești (1978)
- Premiul pentru film utilitar de scurt metraj de la Szolnok (Ungaria)
- Premiul Special al Juriului Și „Crucea Sudului” la Festivalul Internațional de Film de la Buenos Aires (Argentina)

## Distincții
- Ordinul Steaua Republicii Populare Romîne clasa a IV-a (10 august 1964) „pentru merite deosebite în opera de construire a socialismului, cu prilejul celei de a XX-a aniversări a eliberării patriei”[6]